# Добрина, Мария Фёдоровна
Добрина Мария Фёдоровна (23 октября 1920, Петроград, РСФСР — 4 декабря 1995, Санкт-Петербург, Российская Федерация) — российская советская художница, живописец, член Санкт-Петербургского Союза художников (до 1992 года — Ленинградской организации Союза художников РСФСР).

## Биография
Мария Фёдоровна Добрина родилась 23 октября 1920 года в Петрограде. Отец Фёдор Самойлович Добрин работал рабочим на заводе, мать Софья Львовна Добрина (в девичестве Кац) — учителем. Из-за слабого здоровья Маша Добрина пошла в школу с десяти лет и окончила её в 1940 году. В 1940—1941 годах занималась в художественной студии при Дворце Культуры имени М. Горького. В период Великой Отечественной войны и блокады оставалась с родителями в Ленинграде. Работала на строительстве оборонительных сооружений, художницей в Ленгороформлении, в управлении Промкооперации, в музее обороны Ленинграда, бракёром на заводе.
В 1944 году после полного снятия блокады Ленинграда и возвращения из эвакуации Ленинградского института живописи, скульптуры и архитектуры Добрина поступила на живописный факультет института. Занималась у Александра Зайцева, Генриха Павловского, Семёна Абугова. В 1950 году окончила институт по мастерской профессора Михаила Авилова с присвоением квалификации художника живописи, дипломная работа — жанровая картина «День Военно-Морского флота».
После окончания института работала художницей при горисполкоме в городе Кохтла-Ярве Эстонской ССР. Участвовала в выставках с 1950 года, экспонируя свои работы вместе с произведениями ведущих мастеров изобразительного искусства Ленинграда. Писала жанровые картины, посвящённые труду шахтёров, портреты, пейзажи. В 1950 году была принята в члены Ленинградского Союза Советских художников. Среди произведений, созданных Марией Добриной, картины «На Неве» (1951), «Панельный штрек. Смена», «В лаве» (обе 1957), «На проходке в сланцевой шахте» (1960), «Бахчисарай» (1961), «В порту», «Причал» (обе 1963) и другие. Персональная выставка художницы состоялась в 1978 году в Ленинграде в ЛОСХе.
На рубеже 80-х и 90-х годов работы Марии Добриной в составе экспозиций произведений ленинградских художников были представлены европейским зрителям на целом ряде зарубежных выставок.
Скончалась 4 декабря 1995 года в Санкт-Петербурге на 76-м году жизни.
Произведения М. Ф. Добриной находятся в музеях и частных собраниях в России и за рубежом.

## Выставки
- 1957 год (Ленинград): 1917—1957. Выставка произведений ленинградских художников.
- 1960 год (Ленинград): Выставка произведений ленинградских художников.
- 1962 год (Ленинград): Осенняя выставка произведений ленинградских художников.
- 1965 год (Ленинград): Весенняя выставка произведений ленинградских художников.
- 1976 год (Москва): Изобразительное искусство Ленинграда.
- Апрель 1991 года (Париж): Выставка «Русские художники».
- 1997 год (Санкт-Петербург): Связь времён. 1932—1997. Художники — члены Санкт-Петербургского Союза художников России.